# Christopher Lamprecht
Christopher Lamprecht (* 22. April 1985 in Stendal) ist ein ehemaliger deutscher Fußballspieler.

## Karriere
Er begann seine Laufbahn als Profifußballspieler 2005 beim VfL Wolfsburg, zuvor spielte er bei den Amateuren des VfL Wolfsburg. Seine Position war die rechte Außenbahn, dort spielte er sowohl in der Abwehr als auch im Mittelfeld. In seiner ersten Profisaison kam er auf 14 Einsätze und schoss dabei am 27. Spieltag gegen Schalke sein erstes Bundesliga-Tor. Durchsetzen konnte er sich in Wolfsburg nicht und absolvierte nach 10 Spielen in der Saison 2006/07 in der folgenden Hinrunde der Saison 2007/08 gar kein Spiel mehr für die Profimannschaft. In der Winterpause wurde er mit Kaufoption an den Zweitligisten 1. FC Kaiserslautern verliehen. Dort fiel er in den ersten Spielen der Rückrunde wegen eines Außenbandrisses aus und spielte danach einige Male für die zweite Mannschaft des FCK. In den letzten Saisonspielen war er bei der ersten Mannschaft gesetzt und war somit am Klassenerhalt beteiligt, der durch eine gute Punkteausbeute in der Saisonendphase, allerdings endgültig erst im letzten Saisonspiel erreicht wurde. In der folgenden Saison 2008/09 hatte er Differenzen mit Trainer Milan Šašić, der Lamprecht nach einem Fehler im Spiel bei der TuS Koblenz (0:5) zur Halbzeit auswechselte und danach nicht mehr einsetzte. Stattdessen spielte er für den Rest der Saison in der zweiten Mannschaft. Zur Saison 2009/10 wechselte Lamprecht zum Drittliga-Aufsteiger Holstein Kiel. Nach dem direkten Wiederabstieg der Kieler schloss er sich im Sommer 2010 dem Ligakonkurrenten Kickers Offenbach an, für den er die folgenden drei Jahre spielte. Nach einer schweren Knieverletzung und mehreren Operationen beendete er nach der Saison 2012/13 seine Profikarriere.
Lamprecht ließ sich zum Personaldienstleistungskaufmann umschulen und zog wieder in die Region Kaiserslautern. Ab 2014 spielte er Fußball im Amateurbereich und schloss sich zunächst dem FV Weilerbach an, ehe er 2017 zum VfR Kaiserslautern wechselte, bei dem er zunächst Spielertrainer der zweiten Mannschaft war und dabei gelegentlich als Spieler bei der ersten Mannschaft in der Landesliga aushalf. Von Oktober 2019 bis Saisonende 2022/23 übte er die gleiche Funktion bei der Landesliga-Mannschaft aus.